# Mandsaur (huyện)
Huyện Mandsaur là một huyện thuộc bang Madhya Pradesh, Ấn Độ. Thủ phủ huyện Mandsaur đóng ở Mandsaur. Huyện Mandsaur có diện tích 5530 ki lô mét vuông. Đến thời điểm năm 2001, huyện Mandsaur có dân số 1183369 người.